# Rome Flynn
Rome Flynn (Springfield, 25 novembre 1991) è un attore, musicista e modello statunitense.

## Biografia
Nato a Springfield nello stato americano dell'Illinois, Flynn è di origine afro-cubana e irlandese. Ha sei fratelli.
Ha studiato e si è diplomato presso la Lanphier High School nel 2010; durante questo percorso scolastico, giocava a basket e grazie a ciò è riuscito ad ottenere una borsa di studio per il college. Ha frequentato la Benedictine University fino a quando è stato scoperto da un talent scout. Prima di trasferirsi a Los Angeles, ha lavorato come modello di alta moda a Chicago.
Nel maggio 2015, è entrato nel cast della soap opera Beautiful interpretando il ruolo di Zende Forrester Dominguez, che ha lasciato dopo due anni.
Nel 2018, dopo essere apparso nell'episodio finale della quarta stagione della serie televisiva Le regole del delitto perfetto, è stato inserito nel cast regolare per la quinta stagione; nella serie Flynn ha il ruolo di Gabriel Maddox, uno studente della professoressa Annalise Keating, interpretata da Viola Davis.
Flynn ha una figlia, Kimiko, nata nel 2014.

## Filmografia
- Drumline - Il ritmo è tutto (Drumline: A New Beat), regia di Bille Woodruff – film TV (2014)
- Beautiful (The Bold and the Beautiful) – soap opera, 190 episodi (2015-2017)
- NCIS: New Orleans – serie TV, episodio 3x22 (2017)
- MacGyver – serie TV, episodio 1x18 (2017)
- Le regole del delitto perfetto (How to Get Away with Murder) – serie TV, 31 episodi (2018-2020)
- La famiglia McKellan (Family Reunion) – serie TV, episodi 2x07 e 5x06 (2020, 2022)
- Dear White People – serie TV, 5 episodi (2021)
- Dion (Raising Dion) – serie TV, 8 episodi (2022)
- The Rookie – serie TV, 3 episodi (2022)
- Grey's Anatomy – serie TV, 3 episodi (2022)
- Chicago Fire – serie TV (2024)

## Discografia

### Singoli
- 2019 – Brand New
- 2020 – Keep Me in Mind
- 2020 – Drunk with You

## Doppiatori italiani
Nelle versioni in italiano delle opere in cui ha recitato, Rome Flynn è stato doppiato da:
- Paolo Vivio in Beautiful
- Manuel Meli in Le regole del delitto perfetto e Chicago Fire
- Andrea Mete in NCIS: New Orleans
- Alessandro Campaiola in Dion
- Fabrizio De Flaviis in With Love

## Riconoscimenti
- 2018 – Daytime Emmy Award come miglior giovane attore in una serie drammatica per Beautiful